# Cánh đồng bất tận
Cánh đồng bất tận là tên một tập truyện ngắn phát hành năm 2005 của Nguyễn Ngọc Tư, đồng thời cũng là tên một truyện trong tập truyện ngắn đó được đăng báo lần đầu cùng năm. Tính đến nay, tập truyện đã được phát hành dưới dạng sách in và sách nói. Một vài truyện ngắn trong tuyển tập đã được chuyển thể thành phim và kịch.

## Nội dung
1. Cải ơi
2. Thương quá rau răm
3. Huệ lấy chồng
4. Cái nhìn khắc khoải
5. Nhà cổ
6. Mối tình năm cũ
7. Cuối mùa nhan sắc
8. Biển người mênh mông
9. Nhớ sông
10. Dòng nhớ
11. Duyên phân so le
12. Một trái tim khô...
13. Cánh đồng bất tận

## Đón nhận
Cả truyện vừa Cánh đồng bất tận và tập truyện ngắn cùng tên đã được dư luận phản hồi tích cực. Tập truyện đã trở thành một hiện tượng xuất bản của văn học Việt Nam với 108.000 bản được tiêu thụ tính đến năm 2010, nhất là sau khi bộ phim dựa trên truyện vừa cùng tên được ra mắt cùng năm.
Cùng trong năm 2005, truyện vừa Cánh đồng bất tận được đứng đầu trong một cuộc bình chọn truyện ngắn đặc sắc trên báo Văn nghệ. Vào năm 2006, tập truyện đoạt Giải thưởng Hội Nhà văn Việt Nam dành cho tác phẩm xuất sắc. Năm 2007, tác phẩm được dịch ra tiếng Hàn và được nhà xuất bản Asia tại Seoul phát hành. Năm 2008, tập truyện được dịch qua tiếng Thuỵ Điển với tên Fält utan slut.
Tập truyện được hai dịch giả Günter Giesenfeld và Marianne Ngo chuyển ngữ sang Tiếng Đức có tên là Endlose Felder và mang về giải LiBeraturpreis 2018 cho nhà văn Nguyễn Ngọc Tư

## Giải thưởng
- Giải thưởng Hội Nhà văn Việt Nam năm 2006[2]
- Giải thưởng Văn học ASEAN năm 2008[6]
- Giải thưởng Literaturpreis của Litprom – Hiệp hội quảng bá văn học châu Á, châu Phi, Mỹ Latinh tại Đức – năm 2015[7]

## Chuyển thể
Năm 2006, truyện ngắn Cải ơi và Biển người mênh mông đã được TFS chuyển thể thành phim truyền hình dài 90 phút tên Cải ơi!. Phim được đạo diễn bởi Phương Điền với sự tham gia diễn xuất của Mạc Can, Quang Tuấn và Bằng Lăng.
Năm 2005, Hãng Phim Việt đã chi 15 triệu để mua lại bản quyền chuyển thể điện ảnh. Năm 2009, truyện vừa Cánh đồng bất tận được dựng thành kịch sân khấu công diễn tại Nhà hát kịch 5B và được đạo diễn bởi Minh Nguyệt, với sự tham gia diễn xuất của diễn viên Thanh Thủy. Năm 2010, sau 4 năm gián đoạn truyện mới được chuyển thể thành phim nhựa cùng tên đạo diễn bởi Nguyễn Phan Quang Bình. Phim có sự tham gia của Dustin Nguyễn, Hải Yến và Ninh Dương Lan Ngọc. Bộ phim đã thu được phản hồi trái chiều từ nhà phê bình và khản giả, tuy nhiên lời khen lại được đặc biệt dành cho diễn xuất của các diễn viên.
Năm 2012, truyện ngắn Cải ơi được dựng thành vở kịch sân khấu mang tên Gió đưa cây cải đạo diễn bởi Ngọc Tưởng. Trong năm đó, cũng có một vở kịch khác dựa trên truyện ngắn (nằm trong tuyển tập khác) của Nguyễn Ngọc Tư được ra mắt.